# Dekanat Olsztyn III – Gutkowo
Dekanat Olsztyn III – Gutkowo – jeden z 33 dekanatów w rzymskokatolickiej archidiecezji warmińskiej.

## Parafie
W skład dekanatu wchodzi 9 parafii:
- parafia Niepokalanego Poczęcia Najświętszej Maryi Panny – Biesal
- parafia Narodzenia Najświętszej Maryi Panny – Gietrzwałd
- parafia św. Jana Chrzciciela – Jonkowo
- parafia Matki Bożej Różańcowej – Olsztyn-Dajtki
- parafia Najświętszej Maryi Panny Wspomożenia Wiernych – Olsztyn-Likusy
- parafia św. Arnolda – Olsztyn-Redykajny
- parafia św. Jana Bosko – Olsztyn-Gutkowo
- parafia św. Wawrzyńca – Olsztyn-Gutkowo
- parafia św. Mikołaja – Sząbruk

## Sąsiednie dekanaty
Dobre Miasto, Łukta, Olsztyn I – Śródmieście, Olsztyn II – Zatorze, Olsztyn IV – Jaroty, Olsztynek, Ostróda – Wschód, Świątki